# Шошин
Шошин (初心) е понятие от дзен будизма означаваща ум на начинаещ. Свързва се с наличието на отвореност, готовност и липса на предубеждения, когато се изучава обекта, дори когато ученикът е на напреднало ниво. Терминът е използван най-вече в изучаването на дзен и японските бойни изкуства.
Фразата е използвана още в заглавието на книгата на Шунрю Сузуки: Зен ум, ум на начинаещ, в която този термин се свързва с дзен практиката: В ума на начинаещия има много възможности, в ума на напредналия има малко.